# Kyary Pamyu Pamyu
Kyary Pamyu Pamyu (きゃりーぱみゅぱみゅ, Kyarī Pamyu Pamyu) {nom original : Kiriko Takemura (竹村 桐子 Takemura Kiriko)} és una model, bloguera i cantant japonesa, nascuda a Tòquio el 29 de gener de 1993. La seva música és produïda per Yasutaka Nakata, fundador del grup Capsule.
La seva imatge pública s'associa amb la cultura japonesa kawaii centrada al barri de Harajuku de Tòquio.
El seu primer senzill, "PonPonPon" (2011), fou un èxit al Japó. Li seguiren els senzills "Candy Candy", i "Monster Fashion". Ha publicat tres d'àlbums d'estudi.
Encara que la major part del seu èxit com a cantant ha estat a Àsia, Kyary Pamyu Pamyu també ha guanyat popularitat en els països occidentals a causa en part del seu estil i dels seus videoclips que han esdevingut virals. També ha aparegut en dos anuncis publicitaris de la consola New Nintendo 3DS llançada el 12 d'octubre de 2014 al Japó. El gener d'aquell mateix any la seva cançó PonPonPon va sortir a l'episodi Married to the Blob de la temporada 25 dels Simpson.
Els mitjans de comunicació s'han referit a Kyary com "Harajuku Pop Princess".

## Àlbums
- Pamyu Pamyu Revolution (ぱみゅぱみゅレボリューション) (2012)
- Nanda Collection (なんだこれくしょん) (2013)
- Pika Pika Fantajin (ピカピカふぁんたじん) (2014)
- Japamyu (じゃぱみゅ) (2018)